# Zwartenhoekse zeesluis
De Zwartenhoekse zeesluis (ook wel Grote Petrus genoemd) is een uitwateringssluis in de buurtschap Zwartenhoek bij Westdorpe in de provincie Zeeland.

## Achtergrond
Om landbouwgebied te winnen werd er veel ingepolderd waarbij eerst dijken aangelegd werden en uitwateringssluizen om het grondwaterpeil te beheersen. De inpolderingen hadden tevens een militair doel. De Zwartenhoekse zeesluis was in de eerste plaats dan ook een inundatiesluis, bedoeld om indien nodig de polders onder water te zetten.

## Geschiedenis
Wegens het aanslibben van de waterlinie diende een plan uitgewerkt te worden om de waterdiepte weer op peil te brengen. Du Moulin, directeur van de fortificaties werkte in 1775 een eerste plan uit dat echter niet werd uitgevoerd. Vervolgens kwam zijn opvolger Van Suchtelen in 1780 met een voorstel om het gehele gebied van Hulst tot Sas van Gent te bedijken. Zo ontstonden in 1787 de Canisvliet binnenpolder en de Klein Fernanduspolder, in 1789 de Absdalepolder, Rietpolder en de Wulfsdijkpolder en in 1790 de Canisvliet buitenpolder en de Beoosten en bewesten Blijpolder. Tegelijkertijd werd in de periode 1788-1789 de Zwartenhoekse zeesluis als inundatiesluis gebouwd.
In 1823 werd beslist om het Kanaal Gent-Terneuzen te graven dat vier jaar later geopend werd. Een deel van dit kanaal liep door het oude Sassche Gat, een schorrengebied van de Braakman en dwars door het Axelse Gat. Aan weerszijden van het traject werden gedeelten van de schorren ingepolderd waardoor in 1825 de Smidsschorrepolder, de Nieuw-Papeschorpolder en de Stroodorpepolder ontstonden en in 1826 de Ghellinckpolder en de Nieuwe polder bij Sas van Gent. Hoewel de Zwartenhoekse sluis hiermee van de Braakman afgesloten was, bleef ze als inundatiesluis actief wat enkele jaren later in 1830 bleek toen België zich afscheidde en Zeeuws-Vlaanderen werd bedreigd.
Omdat de sluis begin jaren 2000 in slechte staat verkeerde werd een werkroep opgericht om deze te beschermen. In 2005 werd de sluis beschermd als rijksmonument zowel vanuit architectuur- en bouwhistorisch oogpunt als van cultuurhistorisch oogpunt wegens de betekenis voor de waterstaatkundige en verdedigingsgeschiedenis van Zeeland. Datzelfde jaar werd begonnen met de restauratiewerken die in oktober 2009 beëindigd werden.

## Omschrijving
De Zwartenhoekse zeesluis is opgetrokken uit baksteen en 18 meter lang met drie kokers van elk 2,4 meter breed die door een halfrond gewelf overdekt werden. De muren zijn bekleed met Escosijnse steen. De oorspronkelijke natuurstenen sluitsteen aan de kant van de zee, met het jaartal 1789 en een afbeelding van een klimmende leeuw maakt geen deel meer uit van de sluis en is in particulier bezit. In de sluitsteen van de middelste koker is het jaartal 1788 aangebracht. De gemetselde kokers zijn onderling verbonden met twee doorgangen en in iedere koker bevindt zich een sleuf waar een schuif naar beneden kon gelaten worden. Enkel in de rechterkoker is nog een schuif aanwezig. De houten puntdeuren zijn niet meer aanwezig.

## Fotogalerij

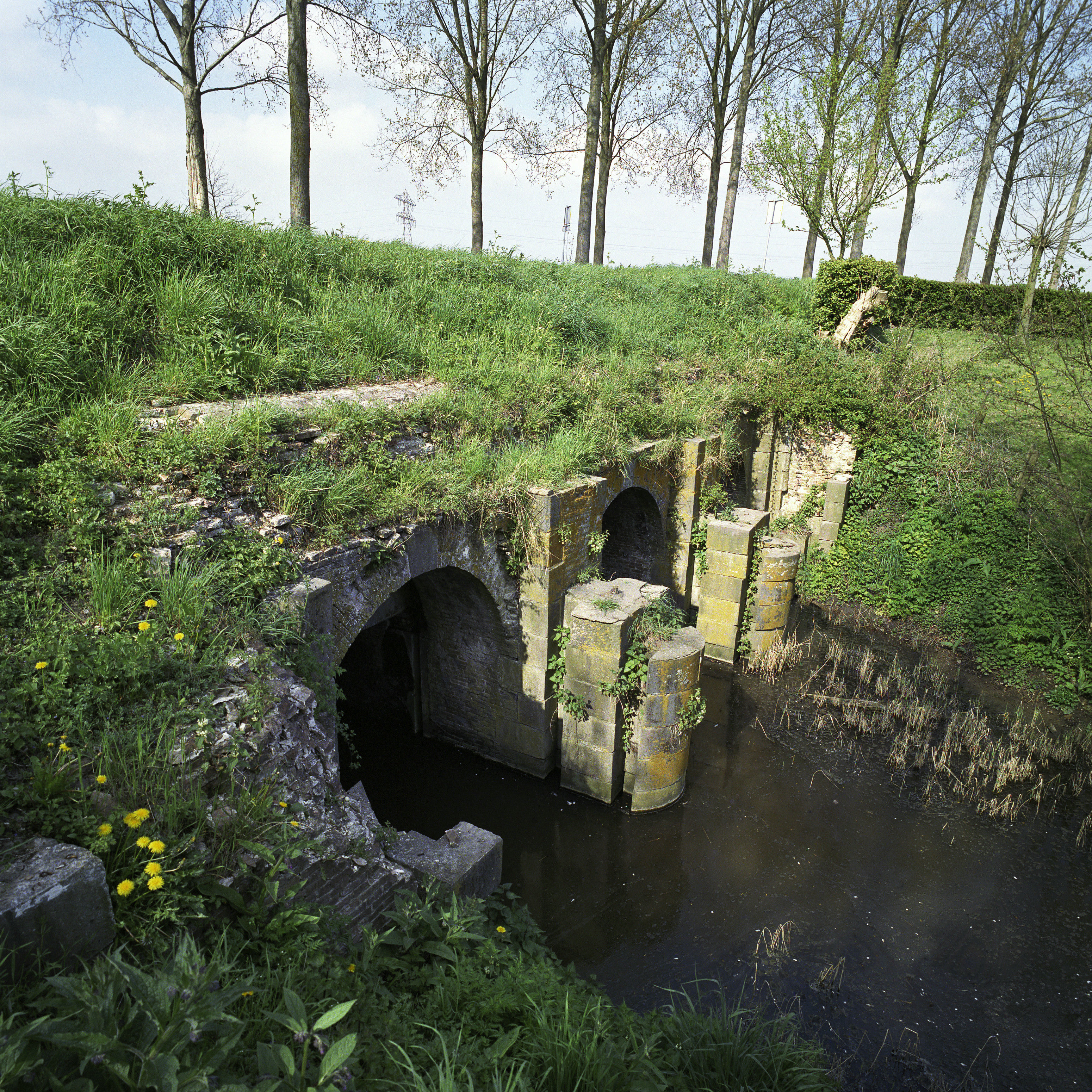
De drie kokers van de sluis aan de polderzijde voor de restauratie
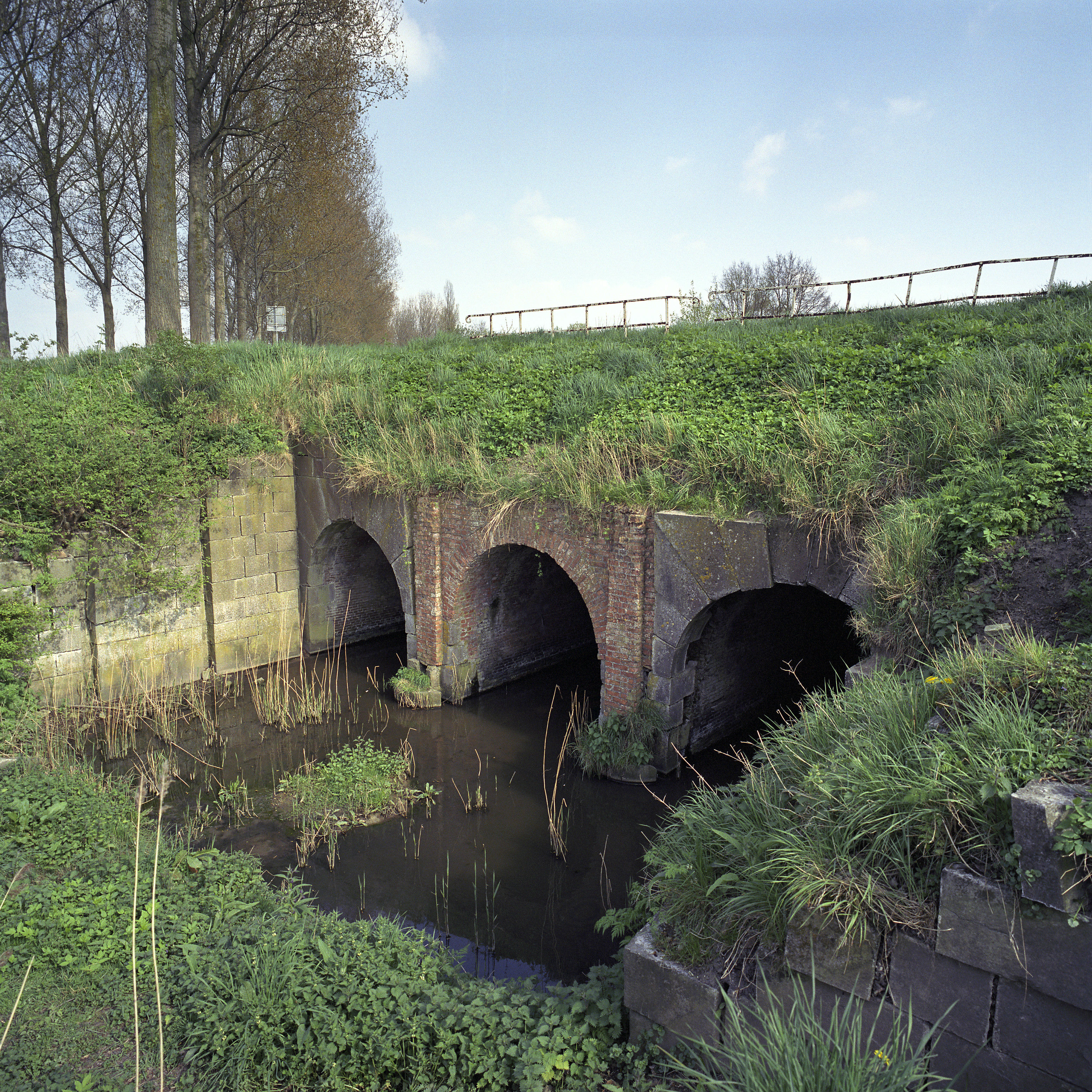
De drie kokers van de sluis aan de zeezijde voor de restauratie
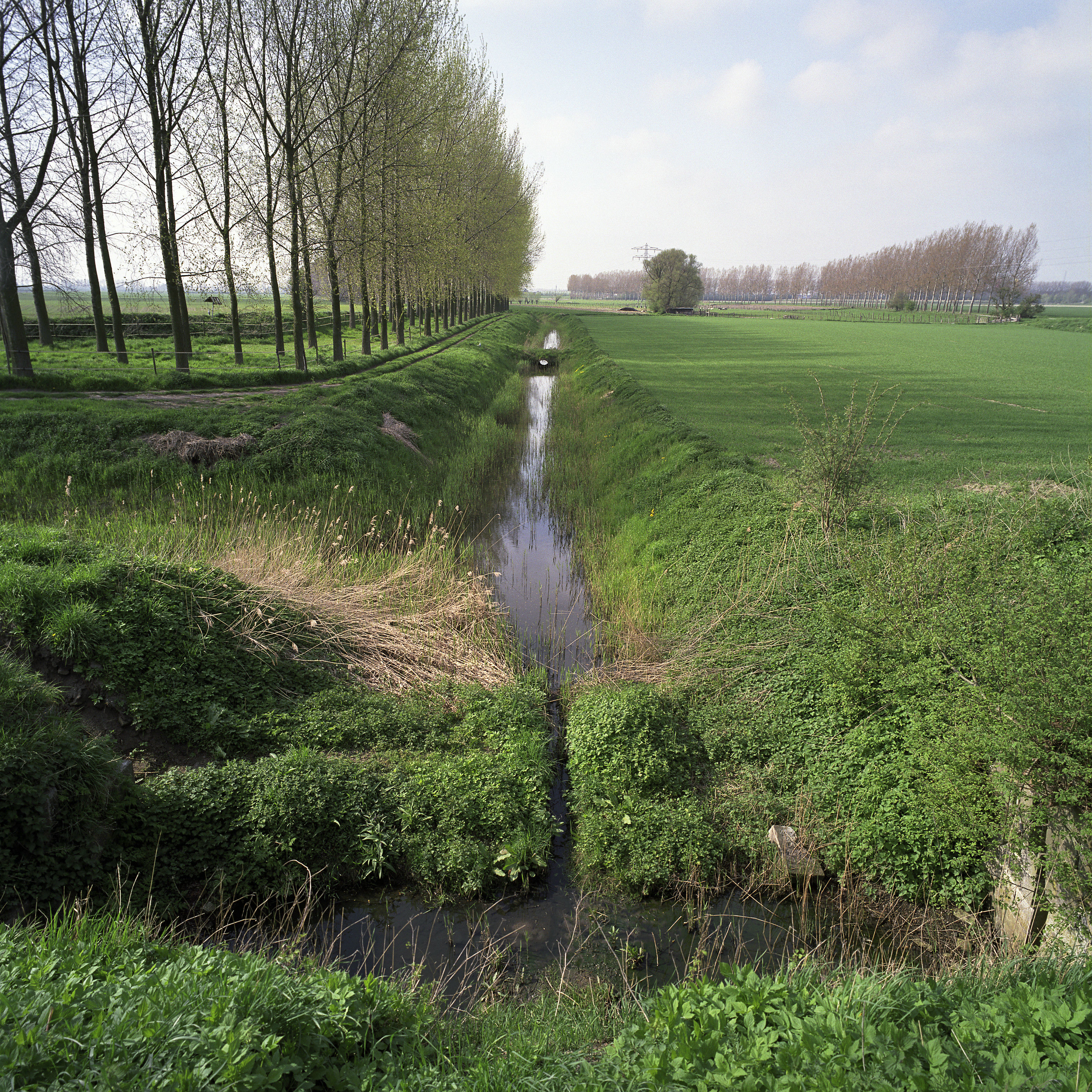
Het polderlandschap, gezien vanaf de sluis